# Lycaena semialba
Lycaena semialba är en fjärilsart som beskrevs av Embrik Strand 1912. Lycaena semialba ingår i släktet Lycaena och familjen juvelvingar. Inga underarter finns listade i Catalogue of Life.